# Liste der Monuments historiques in Noyal-sous-Bazouges
Die Liste der Monuments historiques in Noyal-sous-Bazouges führt die Monuments historiques in der französischen Gemeinde Noyal-sous-Bazouges auf.

## Liste der Bauwerke
| Bezeichnung          | Beschreibung | Standort | Kennzeichnung | Schutzstatus | Datum | Bild           |
| -------------------- | ------------ | -------- | ------------- | ------------ | ----- | -------------- |
| Menhir Pierre Longue |              | (Lage)   | PA00090644    | Classé       | 1889  | weitere Bilder |

## Liste der Objekte
- Monuments historiques (Objekte) in Noyal-sous-Bazouges in der Base Palissy des französischen Kultusministeriums